# Державний кордон Казахстану

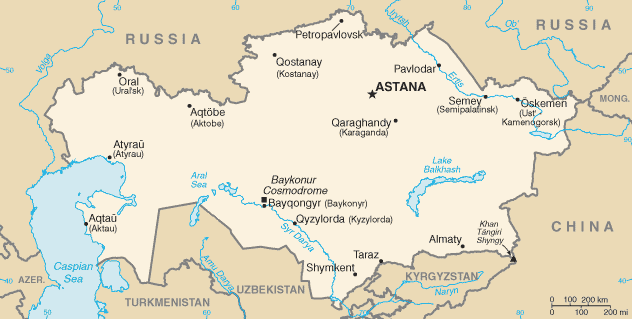
Карта Казахстану

Державний кордон Казахстану — державний кордон, лінія на поверхні Землі та вертикальна поверхня, що проходить по цій лінії, що визначають межі державного суверенітету Казахстану над власними територією, водами, природними ресурсами в них і повітряним простором над ними. 

## Сухопутний кордон
Загальна довжина кордону — 13364 км. Казахстан межує з 5 державами. Казахстан має 2 ексклави на території Узбекистану: Арнасай і Мактааральський район Казахстану (піванклави, мають вихід до Шардаринського водосховища).
Ділянки державного кордону
| Держава      | Ділянка         | Довжина (км) | Прикордонні регіони | Примітки |
| ------------ | --------------- | ------------ | ------------------- | -------- |
| КНР          | схід            | 1765         |                     |          |
| Киргизстан   | південний схід  | 1212         |                     |          |
| Росія        | північ і захід  | 7644         |                     |          |
| Туркменістан | південний захід | 413          |                     |          |
| Узбекистан   | південь         | 2330         |                     |          |

Країна не має виходу до вод Світового океану; на заході омивається внутрішнім Каспійським морем. Довжина узбережжя внутрішнього Каспійського моря — 1894 км.